# Гуриели
Гурие́ли (груз. გურიელი) — фамилия владетельных князей (мтаваров) Гурийского княжества. В русской традиции — Гуриеловы.

## История рода
Происходят из рода Варданидзе. Одного происхождения с правителями Мегрельского княжества князьями Дадиани. Предки Варданидзе были в XI в. эриставами (правителями) Сванетии, а затем Гурии, которая управлялась одной из ветвей династии Варданидзе-Дадиани, известной как Гуриели. Гурию в 1463 получил Мамия (-1469), сын Липарита Дадиани. Этот человек интересен тем, что женился на дочери Давида Комнина, последнего императора Трапезундской империи. Сама империя прекратила существование в 1461, Давид умер в Стамбуле в 1463. Сыном Мамии Гуриели и дочери императора стал Кахабер Гуриели (1469—1483). С этого момента Гуриели стали потомками и наследниками Трапезундской империи. Сын Кахабера, Гиоргий I (1483—1512) в 1491 году стал князем независимого княжества Гурия, которое включало в себя всю современную Гурию и почти всю Аджарию.
В 1681 году князь Гиоргий Гуриели сумел стать даже царем Имерети, но в 1683 турки сместили его. Гиоргий пытался сопротивляться, но в итоге погиб в 1684 в сражении при Рокити. Его сын Мамия становился царем Имерети три раза: в 1701—02, 1711 и 1713 годах.
С начала XVI века с юга начали наступать турки, которые понемногу завоевали всю Аджарию. Гурия оказалась в сложном положении и вынуждена была уйти в подчинение Мингрелии. В 1723 году князья Гуриели окончательно потеряли Батуми. Турецкие набеги привели к тому, что княжество обезлюдело, и к 1770 в нём проживало всего 5—6 тысяч семей.
19 июня 1810 года Мамия V Гуриели (1803—26) принял российское подданство. Его сын Давид (ум. 1839) был замечен в переговорах с турками, ввиду чего 2 сентября 1829 княжество было ликвидировано и превращено в уезд.
После 1871 года род светлейших князей Гуриели пресёкся. Двоюродный дядя последнего правителя — Давид Гуриели (1802—1856), основал княжеский род Гуриели (Гуриеловы). Его потомки были подтверждены в княжеском достоинстве Российской империи по указу в 1850 году. В Российской империи род князей Гуриели был внесён в V часть родословной книги Тифлисской губернии.

## Владетели Гурии (Гуриели)

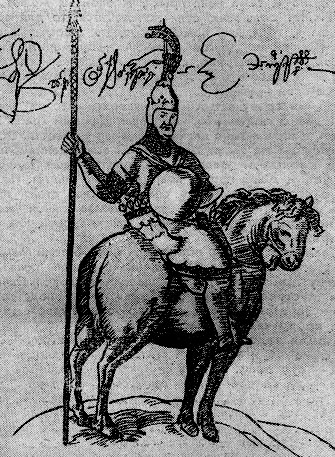
Князь Мамия Гуриели, XVII век. Зарисовка Христофоро де Кастелли.

- Кахабер I — (ок. 1385 — 1410), сын Гиорги II Дадиани
- Гиорги I — (ок. 1410 — 1430), его сын
- Мамиа I — (ок. 1430 — 1450), его сын
- Мамиа II — (ок. 1450 — 1469), сын Липарита I Дадиани
- Кахабер II — (1469—1483), его сын
- Гиорги I (II) — (1483—1512), его сын
- Мамиа I (III) — (1512—1534), его сын
- Ростом — (1534—1564), его сын
- Гиорги II (III) — (1564—1583 и 1587—1600), его сын
- Вахтанг I — (1583—1587), его сын; узурпатор
- Мамиа II (IV) — (1600—1625), его брат
- Симон I — (1625), его сын
- Кайхосро I (III) — (1625—1658), его двоюродный брат (сын Вахтанга I)
- Деметре — (1659—1668), его двоюродный племянник (сын Симона I)
- Гиорги III (IV) — (1669—1684), его троюродный брат (сын Кайхосро I)
- Малакиа — (1684—1685) и (1689), его брат; узурпатор
- Кайхосро II (IV) — (1685—1689), его племянник (сын Гиорги III)
- Мамиа III (V) — (1689—1712 и 1712—1714), его брат
- Гиорги IV (V) — (1712, 1714—1716 и 1716—1726), его сын
- Кайхосро III (V) — (1716), его брат
- Мамиа IV (VI) — (1726—1744), его племянник (сын Гиорги IV)
- Гиорги V (VI) — (1744), его брат
- Симон II — (1744—1778 и ок. 1780 — 1792), его сын
- Кайхосро IV (VI) — (1778 — ок. 1780), его брат
- Вахтанг II — (1792—1803), его брат
- Мамиа V (VII) — (1803—1823 или 1826), его племянник (сын Симона II)
- Давит I — (1823 или 1826—1829), его сын

## Главы Дома
- Давит I — (1829—1839)
- Давит II — (1839—1856), его двоюродный дядя (сын Вахтанга II)
- Джамбакур — (1856—1902), его сын

## Княжеские и дворянские роды — вассалы
Гигинеишвили, Гугунава, Зедгенидзе, Мачутадзе, Максименишвили, Мгеладзе, Накашидзе, Тавдгиридзе, Шаликашвили (Шаликовы) .

## Известные представители
- Гуриели, Мамия Давидович (1836—1891) — грузинский поэт.
- Гуриели, Нино Давидовна (род. 1961) — советская, грузинская шахматистка, чемпионка Грузинской ССР, международный гроссмейстер[4].
- Гуриели, Степан Христофорович (Гуриель; 1730—1812) — князь, генерал-майор, участник Кавказских походов и русско-турецких войн.
- Гуриели, Терезия Мамиевна (в браке княгиня Дадиани; 1825—1871) — дочь князя Мамии V Гуриели, кавалерственная дама ордена Святой Екатерины меньшого креста, супруга генерала князя Г. Л. Дадиани.